# Chibi Maruko-chan Deluxe Quiz
Chibi Maruko-chan Deluxe Quiz (ちびまる子ちゃん まる子デラックスクイズ, en Japonais) est un jeu vidéo de quiz développé par Takara et édité par SNK en 1995 sur Neo-Geo MVS et en 1996 sur Neo-Geo AES (NGM / NGH 206),,.